# Natale nel bosco
Natale nel bosco (Bush Christmas) è un film del 1983 diretto da Henri Safran.
È un remake dell'omonimo film australiano del 1947, basato su un romanzo di Ralph Smart e Mary Catchart Borer. Anche conosciuto con il titolo Prince and the Great Race (che è il titolo con il quale il film è uscito in alcune parti del mondo). È stato girato a Lamington Plateau, nel Queensland.

## Trama
Siamo in Australia, dove il Natale cade d'estate. Tre ragazzi figli di un fattore e un loro piccolo amico aborigeno incontrano nel bosco alcuni banditi che regalano loro una moneta per ciascuno, raccomandando di non dire a nessuno che li hanno visti. Saranno poi i ragazzi a far arrestare i banditi.